# Ambelokipi (stacja metra)
Ambelokipi (gr: Αμπελόκηποι) – stacja metra ateńskiego na linii 3 (niebieskiej). Została otwarta 28 stycznia 2000. 